# Isosaari (ö i Finland, Kymmenedalen, Kouvola, lat 61,21, long 26,85)
Isosaari är en ö i Finland. Den ligger i sjön Koskijärvi och i kommunen Kouvola i den ekonomiska regionen  Kouvola ekonomiska region  och landskapet Kymmenedalen, i den södra delen av landet, 150 km nordost om huvudstaden Helsingfors. Öns area är 4,8 hektar och dess största längd är 340 meter i nord-sydlig riktning.